# 学校法人医療創生大学
学校法人医療創生大学（がっこうほうじんいりょうそうせいだいがく）は、東京都千代田区内幸町に本部を置く学校法人。

## 沿革
- 1987年 - 学校法人明星学苑がいわき明星大学を開学。（理工学部・人文学部）
- 2015年 - 学校法人いわき明星大学が設立、本部を福島県いわき市に設置[1]。
- 2016年 - 学校法人明星学苑からいわき明星大学の運営を移管[1]。
- 2017年11月 - 葵会グループに加入[2]。
- 2019年
  - 2月5日 - 学校法人いわき明星大学と学校法人葵会学園が合併、名称を学校法人医療創生大学とすることを公表[3]。
  - 4月1日 - 学校法人医療創生大学が設立、いわき明星大学を医療創生大学に改称。
  - 4月10日 - 本部を東京都千代田区に移転[4]。

## 運営施設
- 医療創生大学 - 千葉県柏市、福島県いわき市
- 千葉・柏リハビリテーション学院 - 千葉県柏市
- 葵会仙台看護専門学校 - 宮城県仙台市若林区

## 過去に運営していた施設
- 葵会柏看護専門学校 - 千葉県柏市
- 岡山・建部医療福祉専門学校 - 岡山市北区